# Fredrik Ekblom
Fredrik Ekblom (ur. 6 października 1970 roku w Kumli) – szwedzki kierowca wyścigowy.

## Kariera
Ekblom rozpoczął karierę w wyścigach samochodowych w 1989 roku od startów w Szwedzkiej Formule 3, gdzie czterokrotnie stawał na podium. Z dorobkiem 61 punktów został sklasyfikowany na trzeciej pozycji w klasyfikacji generalnej. Rok później był wicemistrzem tej serii. W późniejszych latach Szwed pojawiał się także w stawce Grand Prix Makau, Brytyjskiej Formuły 3, Niemieckiej Formuły 3, Brytyjskiej Formuły 3000, Indy Lights, Champ Car, International Sports Racing Series, IMSA World Sports Car Championship, Exxon World Sports Car Championship, 24-godzinnego wyścigu Le Mans, Swedish Touring Car Championship, Sports Racing World Cup, American Le Mans Series, European Touring Car Championship, 24h Nürburgring Nordschleife, World Touring Car Championship, Scandinavian Touring Car Championship oraz TTA - Elitserien i Racing.

## Wyniki w 24h Le Mans
| Rok  | Zespół              | Partnerzy                         | Samochód    | Klasa | Okr. | Poz. | Klasa Pos. |
| ---- | ------------------- | --------------------------------- | ----------- | ----- | ---- | ---- | ---------- |
| 1997 | Courage Compétition | Jean-Louis Ricci Jean-Paul Libert | Courage C36 | LMP   | 265  | 16   | 5          |
| 1998 | Courage Compétition | Patrice Gay Takeshi Tsuchiya      | Courage C51 | LMP1  | 126  | NU   | NU         |
| 1999 | Nissan Motorsports  | Didier Cottaz Marc Goossens       | Courage C52 | LMP   | 335  | 8    | 7          |